# عبدالجلال ایری
عبدالجلال ایری (زاده مرداد ۱۳۴۸ بندر ترکمن) نمایندهٔ دورهٔ یازدهم و دوازدهم مجلس شورای اسلامی از حوزه انتخابیه کردکوی، ترکمن، بندرگز و گمیشان در استان گلستان می‌باشد.
او در انتخابات یازدهمین دوره مجلس شورای اسلامی است  با کسب ۳۱ هزار و ۶۱۶ رأی از مجموع ۵۸ هزار و ۹۳۰ رأی مأخوذه در دور دوم انتخابات به مجلس یازدهم راه یافت.